# Tuamotuanski jezik
Tuamotuanski jezik (ISO 639-3: pmt; Pa'umotu), jedan od 7 tahićanskih jezika kojim govori oko 14 400 (1987) na otočjima Tuamotu i Tahitima u Pacifiku, malajsko-polinezijska porodica. Leksički mu je najbliži rarotonški [rar], 83%. 
Ima 7 dijalekata: tapuhoe (pmt-tap), reao (pmt-rea), vahitu (pmt-vah), fangatau (tupitimoake) (pmt-fan), parata (putahi) (pmt-par), napuka (pmt-nap), marangai (pmt-mar).

## Vanjske poveznice
- Ethnologue (14th)
- Ethnologue (15th)

Ethnologue (16th)